# Хоккей на траве на летней Универсиаде 2013
Соревнования по хоккею на траве на летней Универсиаде 2013 прошли с 7 июля по 15 июля 2013 года в Казани и завершились победой сборных России среди мужчин и Южной Кореи среди женщин. До казанской Универсиады соревнования по хоккею на траве на Универсиадах проводились лишь один раз — в 1991, на летней Универсиаде в Шеффилде (Великобритания).

## Арены
| Арена                 | вместимость | Год ввода в эксплуатацию |
| --------------------- | ----------- | ------------------------ |
| Центр хоккея на траве | 2 400       | 2007                     |

## Медальный зачёт

### Суммарная таблица по странам
| Место | Страна      | Золото | Серебро | Бронза | Всего |
| ----- | ----------- | ------ | ------- | ------ | ----- |
| 1     | Россия      | 1      | 1       | 0      | 2     |
| 2     | Южная Корея | 1      | 0       | 0      | 1     |
| 3     | Франция     | 0      | 1       | 0      | 1     |
| 4     | Германия    | 0      | 0       | 1      | 1     |
| 4     | Япония      | 0      | 0       | 1      | 1     |
| Всего | Всего       | 2      | 2       | 2      | 6     |

### Медалисты
| Event            | Золото | Серебро | Бронза |
| ---------------- | --- | --- | --- |
| Мужчины подробно | Россия Артём Борисов Марат Гафаров Павел Голубев Ильфат Замалутдинов Николай Комаров Антон Корнилов Алмаз Курбанов Ярослав Логинов Алексей Майоров Динар Мухаметшин Константин Никитин Павел Плесецкий Игорь Синягин Александр Сьюськин Марат Хайруллин Александр Черенков Денис Щипачёв Николай Янкун | Франция Gaspard Baumgarten Victor Charlet Guillaume Deront Matthias Dierckens Bastien Dierckens Jean-Baptiste Forgues Hugo Genestet Martin Genestet Joost Jansen Jean-Laurent Kieffer Maxehle Le Coimtre Viktor Lockwood Simon Martin-Brisac Edgar Reynaud Guillaume Samson Olivier Sanchez François Scheefer Lucas Sevestre | Германия Jakob Ahlers Sven Alex Anton Ebeling Jonas Fürste Marcus Funken Philipp Grosser Timm Haase Ole Keusgen Matthias Knüpfer Lennard Leist Kevin Lim Felix Kurt Meyer Jannik Otto Jan Sakowsky Friedrich Schmitz Florian Schrader Georg von Oertzen Maximilian Wüterich |
| Женщины подробно | Южная Корея Bae So-Ra Baek Ee-Seul Cho Eun-Ji Cho Yunk-Young Choi Jin-Seon Han Hye-Lyoung Hong Ji-Seon Jang Soo-Ji Kim Jae-Jin Kim Jong-Eun Lee Sae-Rom Lee Yu-Ri Park Ji-Hye Park Seung-A Park Yeon-Hee Park Ki-Ju Seo Da-Hye Shin Hye-Jeong                                                          | Россия Елена Белова Елена Вавилова Елизавета Гончаревская Александра Жашкова Наталья Кондратьева Ирина Кузьмина Кристина Мозговая Оксана Очкалова Олеся Петрова Светлана Прохорова Анна Рубцова Светлана Саламатина Ксения Свеженцева Евгения Сорокина Надежда Чехова Ольга Чугунова Екатерина Шабурова Кристина Шумилина    | Япония Misa Fujii Saki Hayato Haruka Higuma Naho Ichitani Megumi Kageyama Risako Kanameishi Yukari Mano Aki Mitsuhashi Yuri Nagai Ayaka Nishimura Ayaka Okada Nanae Ozawa Shiho Sakai Minami Shimizu Izuki Tanaka Chiharu Urashima Rui Yamashita Eriko Yoshiura             |

## Мужской турнир
Основная статья: Хоккей на траве на летней Универсиаде 2013 (мужчины)
Десять сборных команд принимали участие в мужском турнире.

### Команды
| Группа A - Россия - ЮАР - Малайзия - Польша - Италия | Группа B - Германия - Южная Корея - Япония - Франция - Украина |

## Женский турнир
Основная статья: Хоккей на траве на летней Универсиаде 2013 (женщины)
Четыре сборных команды принимали участие в женском турнире.

### Команды
- Россия
- Южная Корея
- Япония
- Белоруссия